# TMZ (webbplats)
TMZ är en webbplats om kändisnyheter som debuterade den 8 november 2005. Det var ett samarbete mellan America Online och Telepictures Productions, ett bolag inom Warner Bros., tills AOL avknoppades av Time Warner, 2009. Webbplatsen förblev dock kopplad till AOL News och har AOL News-logon fäst i det övre högra hörnet. Bokstäverna TMZ står för thirty-mile zone, och refererar till Hollywoodbegreppet "studiozonen", som är området inom en 50 km lång radie från korsningen av West Beverly Boulevard och North La Cienega Boulevard i Los Angeles, Kalifornien. TMZ:s redaktionschef är Harvey Levin, en advokat-som-blev-journalist som tidigare var en juridisk expert på den Los Angeles-baserade TV-stationen KCBS-TV. Webbplatsen hävdar att de inte betalar för artiklar eller intervjuer; Levin har dock erkänt att TMZ "ibland betalar källor för ingresser till artiklar." Levin har uppgett att "everything is researched and vetted for accuracy." En medföljande TV-serie, TMZ on TV, debuterade den 10 september 2007. Sedan april 2011 har TMZ.com varit rankad som den näst mest populära underhållningsnyhets-egendomen i USA av comScores Media Metrix.